# Hans Brandner
Hans Brandner (n. 19 februarie 1949, Berchtesgaden, Bizone⁠(d), Germania) este un sănier german, medaliat olimpic. A participat la 3 ediții ale Jocurilor Olimpice (1972, 1976, 1980) în care a câștigat o medalie de argint.